# 화엄사
화엄사(華嚴寺)는 대한민국 전라남도 구례군 마산면 황전리에 위치한 사찰로 대한불교 조계종 제19교구 본사이다. 삼국 시대에 창건되었으며, 지리산 국립공원 안에 있다. 544년에 인도에서 온 승려 연기가 창건한 것으로 《화엄경》(華嚴經)의 두 글자를 따서 절 이름을 지었다. 선덕여왕 12년(643년) 자장이 증축하여 석존사리탑(釋尊舍利塔)·7층탑·석등(石燈) 등을 건조하였다. 신라 문무왕대인 677년 의상대사가 왕명으로 각황전(覺皇殿)을 짓고 《화엄경》을 보관하였으며, 헌강왕 1년(875년)에 도선이 또 증축하였다. 임진왜란 때 화재로 피해를 입어 벽암선사(碧巖禪師)가 7년, 인조 8년(1630년)부터 14년(1636년)에 걸쳐 재건하였고, 이어 대웅전 · 각황전 · 보제루(普濟樓) 등이 차례로 복구되었다.
각황전 앞 석등·3층사자석탑·동 오층석탑, 서 오층석탑 등이 유명하며, 웅대한 건축물인 각황전과 대웅전이 널리 알려져 있으며、 국보와 보물로 지정된 건물과 유물이 다수 전한다. 의상대사가 화엄경을 선양하여 화엄 10대 사찰의 하나가 되었다.

## 역사
544년(신라 진흥왕 5년, 백제 성왕 22년)에 연기가 창건하였다. 절 이름은 《화엄경》의 ‘화엄’ 두 글자를 따서 붙인 것이라고 한다.
643년(선덕여왕 12년)에 자장법사가 증축하였고, 석존사리탑(釋尊舍利塔) · 7층탑 · 석등롱(石燈) 등을 조성하였다.
《봉성지》(鳳城志)에 따르면, 문무왕 때 의상국사가 왕명을 받아 석판에  80권『화엄경』을 새겨 절에 보관하였다고 한다.
875년(신라 헌강왕 1년)에 도선이 다시 증축했다.
고려시대에도 중수가 잇따랐다. 943년(고려 태조 26년)에 도선의 유지에 따라 오백선찰을 먼저 건립하고 뒤에 삼천팔백사를 세우는 일을 시작하면서 기존 사찰 중 화엄사가 제일 먼저 중수되었다. 이후에는 광종, 문종, 인종, 충숙왕 대에 걸쳐 총 네 차례에 걸친 중수가 더 있었다.
화엄사에는 벽을 청석(靑石、 유리 또는 유약을 바른 기와 또는 도자재질일 것으로 미루어 짐작하는 경우가 있고、 석재 자체의 명칭일 것으로 보는 경우가 있음)으로 두른 전각이 있었고、 이 청석에 『화엄경』을 새겨 장육전(丈六殿, 불상의 키가 6척이었다는 설에서 유래한 이름)에 보관하였으나 임진왜란 중인 선조 26년(1593년)에 불타 대부분의 건물이 소실되었다. 지금도 간혹 청석 조각을 볼 수 있는데 당나라 초기의 글씨체를 보인다고 한다. 벽암선사가 인조 8년(1630년)부터 14년(1636년)에 걸쳐 대웅전을 비롯한 일부 건물을 재건하였고, 재건 후에 선종대가람으로 승격되었다. 그외 대부분의 건물은 17세기에 건축된 것이다.
숙종 27년(1701년)에 화엄사 중건을 완성하고 선교 양종(禪敎兩宗)의 대가람(大伽藍)으로 지정하였다.
중요 건물은 대웅전 이외에 각황전(覺皇殿) · 보제루(普濟樓) · 명부전(冥府殿) · 원통전(圓通殿) · 영산전(靈山殿) · 응향각(凝香閣) · 적묵당(寂默堂) · 금강문(金剛門) · 천왕문(天王門) 등이 있다.

## 건물 배치
절 입구 일주문에는 ’지리산 화엄사(智異山 華嚴寺)’라는 편액이 걸려있다. 다음으로는 금강역사(金剛力士)와 문수·보현보살상을 안치한 금강문(金剛門)을 지나면 사천왕상이 있는 천왕문(天王門)이 있다. 이 문을 지나면 계단이 이어지고 보제루(普濟樓)가 나오는데, 원래는 대중이 모이는 누각이었으나, 문과 벽을 달아 현재는 전각 형태를 보인다. 들어가는 방향에서 왼쪽으로는 범종각이 있고, 오른쪽으로는 법고루가 있다.
어느쪽으로든 보제루를 중심에 두고 계단을 올라가면 화엄사 큰 마당으로 들어갈 수 있다. 마당에 들어가면 대웅전을 중심으로 동서 양쪽에 있는 오층탑을 볼 수 있다. 이들 탑은 통일신라시대에 조성한 것으로 두 탑이 비슷한 것 같지만 세부 조각과 묘사가 달라서, 자세히 살펴보면 흥미로운 차이점들이 있다. 마당보다 한 층 높은 단 위에 대웅전과 각황전 등 주요 전각들을 있다. 
전체적인 가람배치는 산지 지형을 이용한 것으로 상승감이 있고, 차례가 있는데, 구체적인 방향감과 배치는 󰡔화엄경󰡕을 기준으로 삼는다. 󰡔화엄경󰡕은 진리 그 자체를 설하는 경전으로, 모든 부처의 깨달음 그 자체를 상징하는 비로자나불을 주불로 삼는다. 따라서 가람으로 접근하는 상승감 있는 길은 수행자가 깨달음을 추구하며 밟아가는 단계를 설명하는 것이고, 그 길 끝에 나타나는 대웅전에 비로자나삼존을 봉안하고 있으므로 가장 높은 단 위에 법당을 배치하여 여정을 마무리할 수 있도록 구성하고 있다. 
이러한 상승감을 중심으로 한 가람 배치는 화엄10찰의 공통적인 특징으로, 부산 범어사, 영주 부석사 등에서 비슷한 양상으로 드러난다. 

### 부속 암자
화엄사가 가장 융성했던 신라 경덕왕 때엔 화엄사에 81 암자가 소속되어 있었다고 전한다. 그러나, 세월이 지나 거의 없어지고 근세까지 10여 개의 암자만이 남았다가 한국 전쟁과 조선인민유격대 토벌 작전 중에 많은 곳이 퇴락한 것으로 전한다. 그래서 현재는 구층암, 금정암, 지장암,연기암 내원암,미타암,보적암,남암 등 암자만이 남아 있을 뿐이다.

## 중요 문화재
문화재로서 특히 중요한 것은 지금도 전하는 부속 건물들로서 이들은 모두 조선시대에 중수 또는 개창한 것으로 전해지지만 규모와 수법의 우수함을 인정받아 대한민국의 국보로 지정되어 있다.
각황전 앞 석등(국보 제12호)는 통일신라시대에 조성한 것으로 평가한다. 높이는 6.4미터, 직경이 2.8미터에 달하는 규모지만 세부 조각과 표현이 섬세하고 아름답다. 
각황전 왼쪽 뒤 계단을 따라 올라가면 사사자삼층석탑(국보 제35호)이 있다. 통일신라시대에 조성한 이형탑을 대표하는 석탑으로 2층 기단부에 네 마리 사자가 있으며, 가운데에도 스님이 조각되어 있는데, 이들 조각이 삼층석탑을 이고 있는 모습을 하고 있다. 한편 탑 맞은편에도 가운데 오른쪽 무릎이 땅에 닿도록 꿇어앉은 스님이 그릇을 받쳐 들고 있는 조각이 있는 석등이 있는데, 이들 모두 세부적인 묘사가 뛰어나고 구조가 아름다워 한국 석공예를 대표하는 작품으로 평가한다. 
탑 가운데 있는 스님은 화엄사를 개창한 연기조사의 어머니로, 어머니 또한 훗날 출가하였기에 스님의 모습으로 조각하였다고 하고, 석등 아래에서 공양을 올리고 있는 모습을 하고 있는 스님을 연기조사로 본다. 이는 속세를 등지고 출가한 스님이라 하더라도 종래에는 깨달음을 얻음으로써 부모의 은혜에 보답하고, 스승과 제자로서 서로를 존중하고 공양해야 한다는 의미를 가지고 있다고 설명한다. 
이 밖에도 화엄사에 소장되어 있는 영산회괘불탱도 국보 제301호로 지정되었으며, 보물로 지정된 문화재는 동오층 석탑(보물 제132호), 서오층 석탑(보물 제133호), 대웅전(보물 제299호), 원통전 앞 사자탑(보물 제 300호), 화엄석경(보물 제1040호), 서오층 석탑 사리장엄구(보물 제1348호), 대웅전 삼신불탱(보물 제1363호), 목조비로자나삼신불좌상(보물 제1548호) 등이 있다.
또한, 화엄사 올벚나무(천연기념물 제38호)와 부용영관 선사가 이 나무를 보고 시를 읊었다 해서 일명 부용매로 불리는 화엄사 매화나무인 홍매화(천연기념물 제485호)는 천연기념물로 지정되어 있다.

### 국보
화엄사 각황전(국보 제67호), 화엄사 각황전 앞 석등(국보 제12호), 구례 화엄사 사사자 삼층석탑(국보 제35호)은 1962년에, 화엄사영산회괘불탱은 1997년에 국보로 지정되었다.

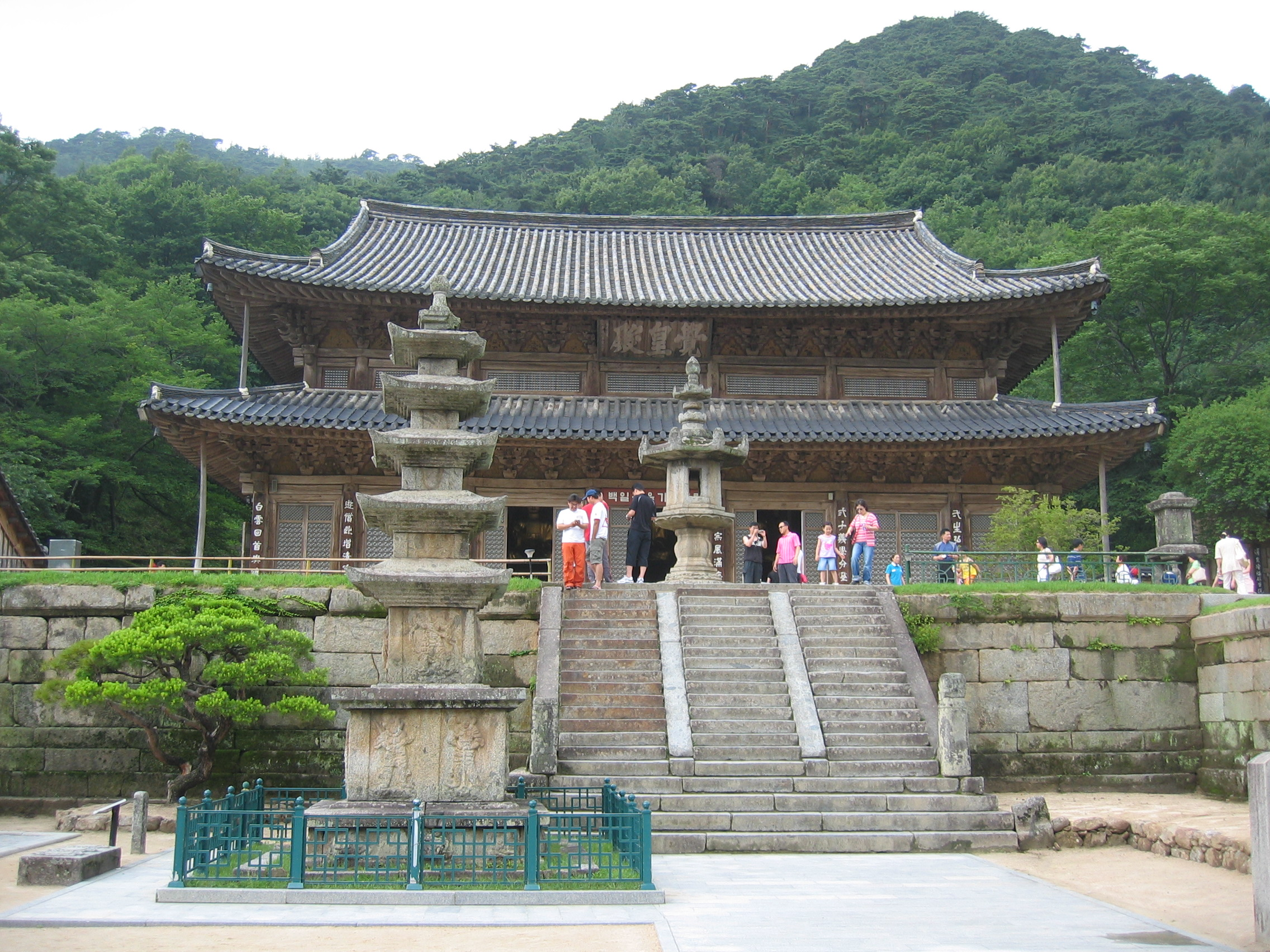
맨 앞에 있는 탑이 화엄사 서오층 석탑(보물133호)이고 뒤에 있는 건물이 화엄사 각황전(국보 제67호)이다.

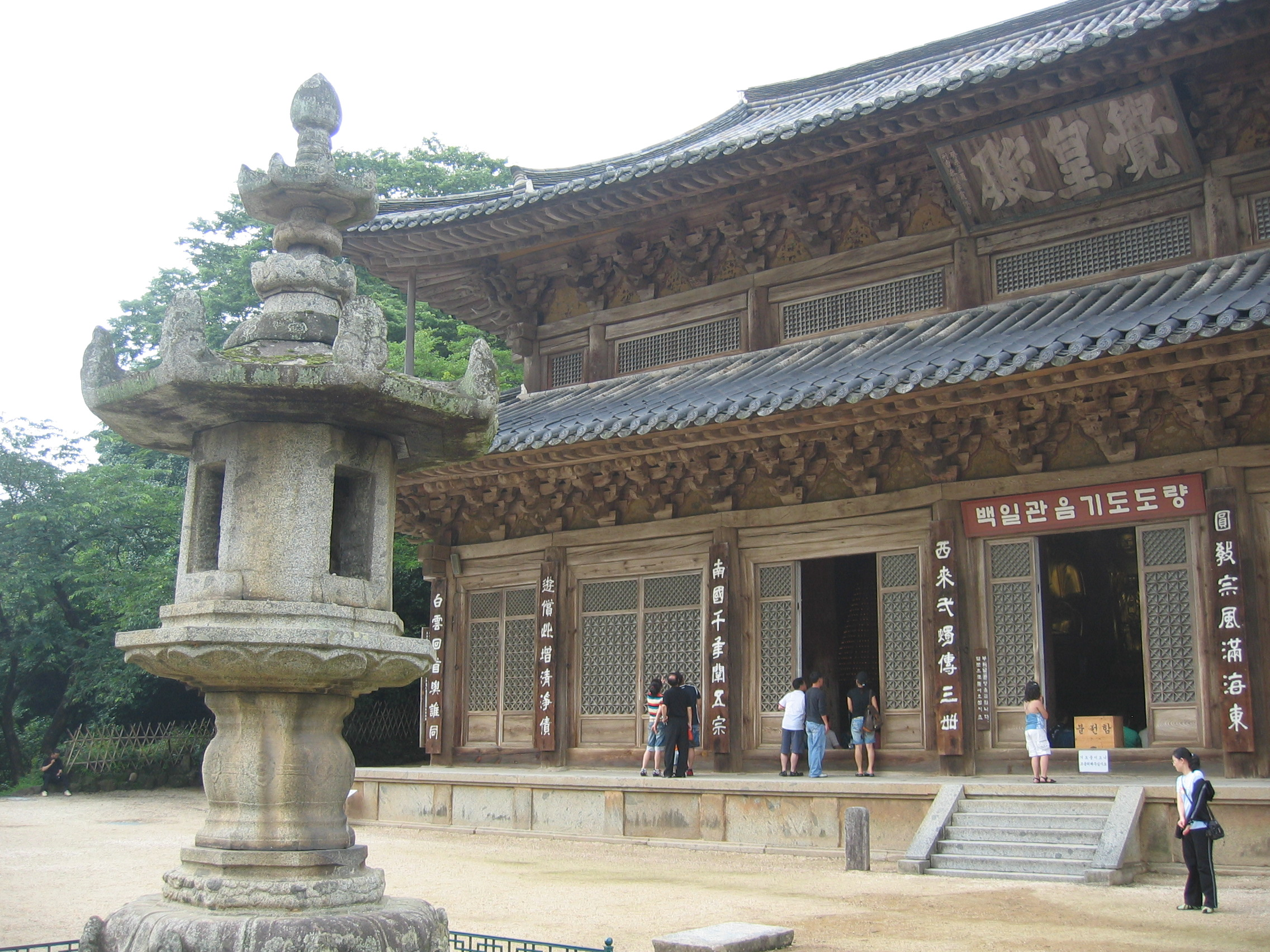
화엄사 각황전 앞 석등(국보 제12호)

#### 각황전
화엄사각황전(華嚴寺覺皇殿)은 국보 제67호이다. 석가모니 · 아미타불 · 다보불 등 삼존불과  문수보살, 보현보살, 지적보살、 관음보살의 상을 안치한 화엄사의 중심 법당이다. 임진왜란 때 소실된 장육전의 자리에 숙종 25년(1699년)부터 28년(1702년)까지 새로 지었다. 법당을 지은 후 숙종이 각황보전이라는 이름을 사액하였다. 각황전의 사액에는 거지가 숙종의 공주로 환생하여 시주하였다는 민간의 설화가 전한다. 하지만 숙종에겐 공주가 없었기 때문에 실제 역사는 아니다.
조선시대 중기 및 후기를 대표할 수 있는 사찰 건물로, 규모에 있어서도 근정전 다음 가는 큰 건물이다. 정면 7칸, 측면 5칸의 조선시대 양식의 웅대한 중층불전으로, 내부에는 청판을 깔고 중앙의 5칸 3면에 기둥을 세웠다.

#### 각황전 앞 석등
화엄사 각황전 앞 석등(華嚴寺覺皇殿前石燈)은 국보 제12호이다. 각황전 바로 앞에 있으며 높이 6.4미터, 직경 2.8미터의 큰 석등이다. 기석(基石)은 8각, 간석(竿石)은 병 모양으로 중간에 띠를 둘렀고, 각 면에 꽃무늬가 새겨져 있다. 현존하는 석등 가운데 가장 크며 신라 시대 불교 전성기의 특징을 보여주는 대표적 작품이다.

#### 사사자삼층석탑
화엄사 사사자삼층석탑(華嚴寺四獅子三層石塔)은 국보 제35호이다. 높이 7.17미터. 하단의 각면에 3구씩 도합 12구의 천인상을 양각으로 표현했고, 상성기단의 네 구석에는 앉아 있는 암수사자를 기둥처럼 세우고 그 중앙에 서 있는 스님상을 두어 위의 무게를 받게 하였다. 탑신은 기단에 비해 비율이 작은 느낌이 드나 층급(層級, 받침)은 5단이고 조층에는 각 면마다 문비(門扉)의 문양이 새겨 있으며 그 양 옆에서 인왕상(仁王像)이 배치되어 섬세한 효과를 낸다. 착상이 기발하고 특이한 형식을 갖춘 점에서 불국사 다보탑과 쌍벽을 이룬다.

#### 영산회괘불탱
화엄사영산회괘불탱(華嚴寺靈山會掛佛幀)은 국보 제301호이다. 가로 7.76 cm, 세로 11.95m에 이르는 거대한 화면에 석가모니불과 문수 · 보현 보살을 중심으로 사천왕과 십대제자, 2구의 분신불, 십장제불 등이 적절하게 배치된 군집도 형식이다.사천왕 가운데 2구는 상단에 나머지 2구는 하단에 그려 사방을 수호하는 것을 묘사하였다.

#### 목조비로자나 삼신불좌상
구례 화엄사 목조비로자나삼신불좌상(求禮 華嚴寺 木造毘盧遮那三身佛坐像)은 전라남도 구례군 마산면, 화엄사에 있는 조선시대의 불상이다. 현존하는 우리나라 불교조각 중 비로자나불-노사나불-석가모니불로 이루어진 ‘삼신불(三身佛)’로[주해 1] 구성된 유일한 작품으로 조선 시대 불교사상과 미술사 연구의 중요한 사례로 평가받아 왔다. 2008년 3월 12일 대한민국의 보물 제1548호로 지정되었다가[1] 2021년 6월 23일 대한민국의 국보 제 336호로 지정되었다.

### 보물

#### 동 오층석탑
구례 화엄사 동 오층석탑은 보물 제132호이다. 높이 6.4미터, 대석(臺石) 1변의 길이 2.8미터이며, 대웅전 아래 광장에 동·서 두 탑이 서로 마주 섰는데, 동 오층석탑은 서 오층석탑에 비하면 꾸밈없이 간략하다。

#### 서 오층석탑
구례 화엄사 서 오층석탑은 보물 제133호이다. 높이 6미터이며, 2층 기단 위에 세워져 있는데 하단 4면에 각 3구의 십이지상을, 상단 각 면에는 사천왕·인왕 등의 상을 2구씩 각각 새겼다. 탑신은 비교적 좁고, 처마 끝이 나와 있는 것 등 웅건한 자세를 나타내고 있다.

#### 대웅전
구례 화엄사 대웅전은 보물 제299호이다. 건평 35평, 높이 35자의 목조 건물이다. 원래의 건물은 1597년(선조 30 : 정유재란 때)에 불타 버렸다. 현재의 건물은 1636년(인조 14)에 벽암선사가 중건한 것이다. 총 15칸· 5칸· 3칸의 단층으로 된 매우 드문 구조 양식의 건축물이다. 또 내부의 불화 및 돌층계 등도 특수하다.

#### 원통전 앞 사자탑
구례 화엄사 원통전 앞 사자탑은 보물 제300호이다. 높이 10.3자, 폭 6.3자이고, 재료는 화강암이다. 평방 4각형으로 아래에는 사천왕(四天王)을 조각하였으며, 가운데에는 4마리의 사자가 감로수(甘露水)를 받들고 있는 형상으로 되었다.

#### 화엄석경
구례화엄사화엄석경은 보물 제1040호이다. 엷은 청색 돌에 화엄경을 새긴 것이다. 신라 문무왕 17년 의상대사가 화엄사에 경각을 세우고 비치하였다고 한다. 임진왜란 때 장육전이 소실되면서 함께 부서졌다. 지금은 약 9천여 개의 파편이 발견되어 보관 중이다. 비록 파편이기는 하나 신라 하대의 불교문화를 이해하는 데 중요한 유물이다.

#### 기타 보물
- 화엄사 서오층석탑 사리장엄구(보물 제1348호)
- 화엄사 대웅전 삼신불탱(보물 제1363호)
- 화엄사 목조비로자나삼신불좌상(보물 제1548호)

### 천연기념물
- 구례 화엄사 올벚나무: 천연기념물 제38호
- 구례 화엄사 매화: 천연기념물 제485호

## 사진

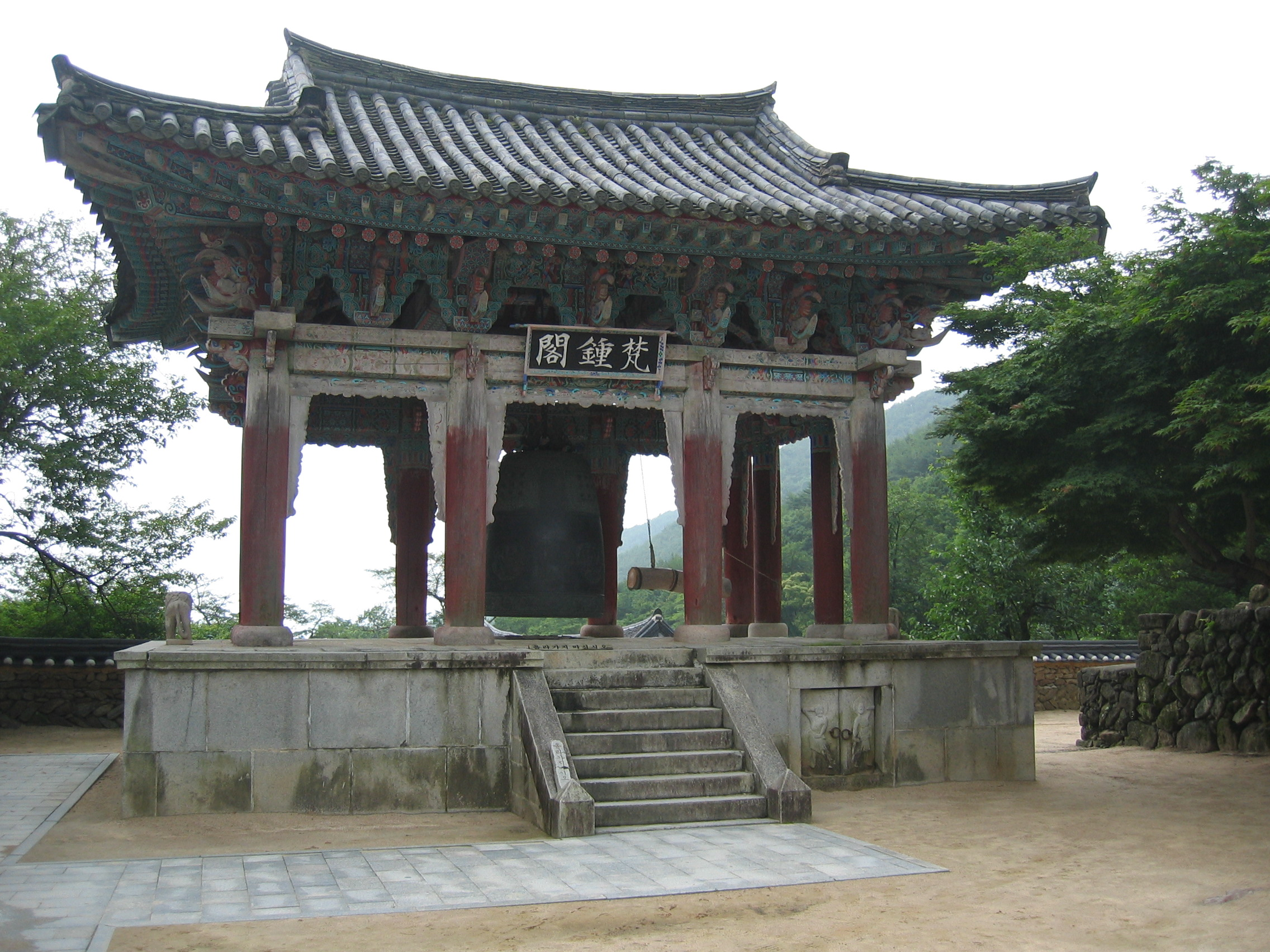
범종각
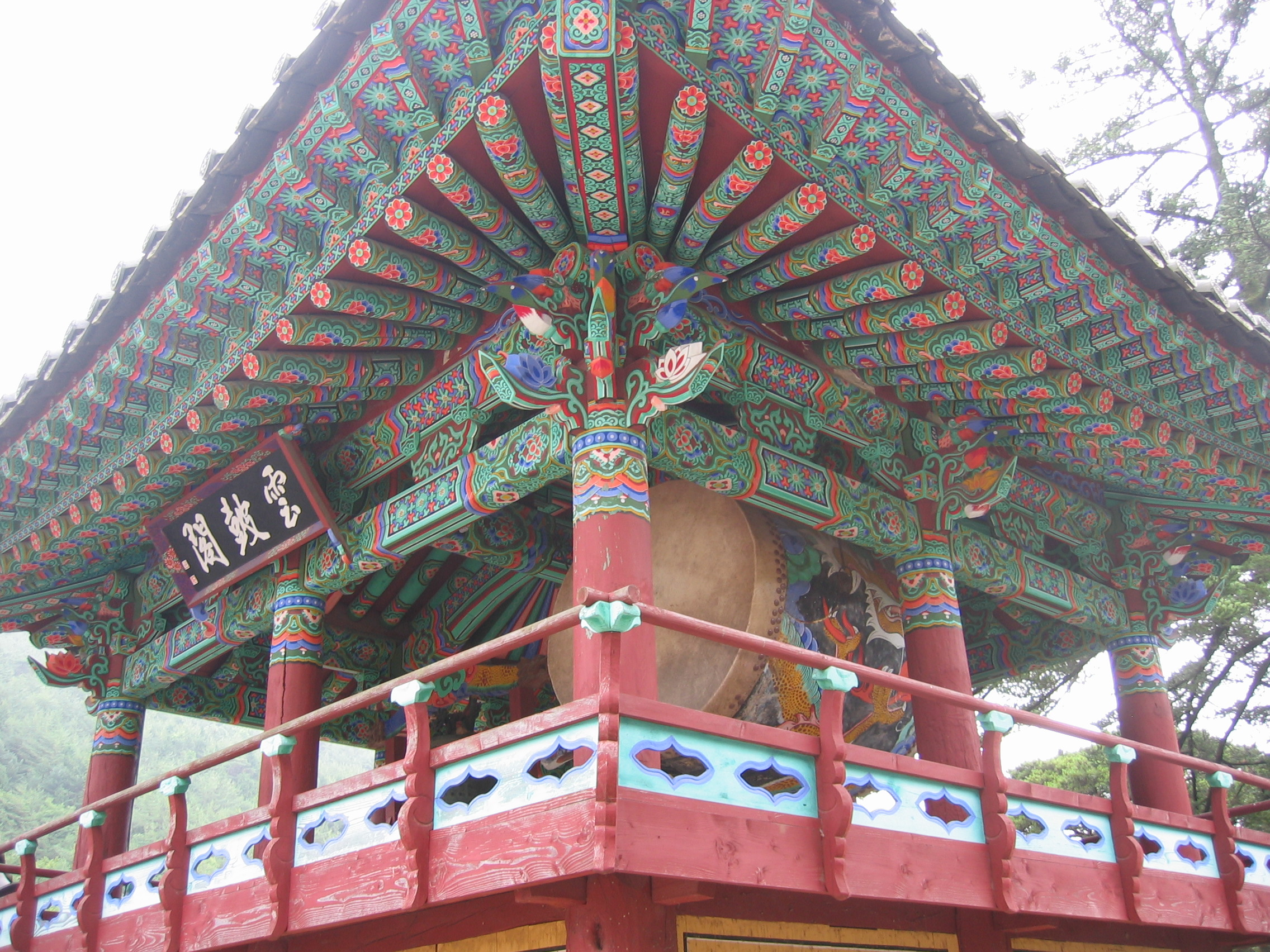
운고각
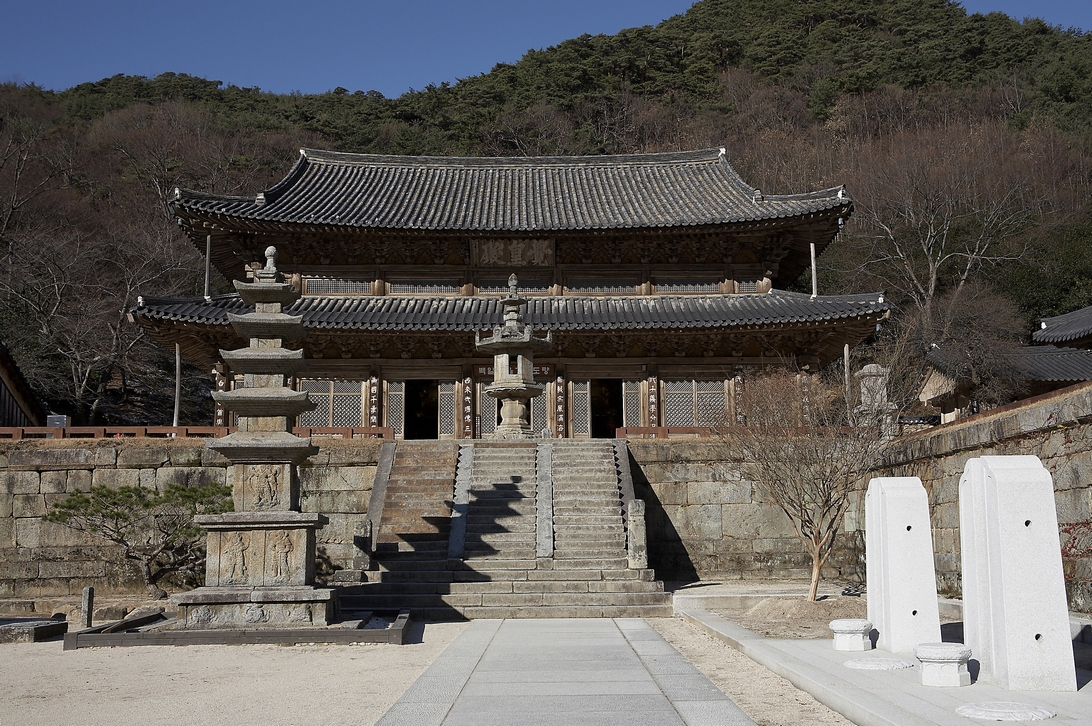
화엄사
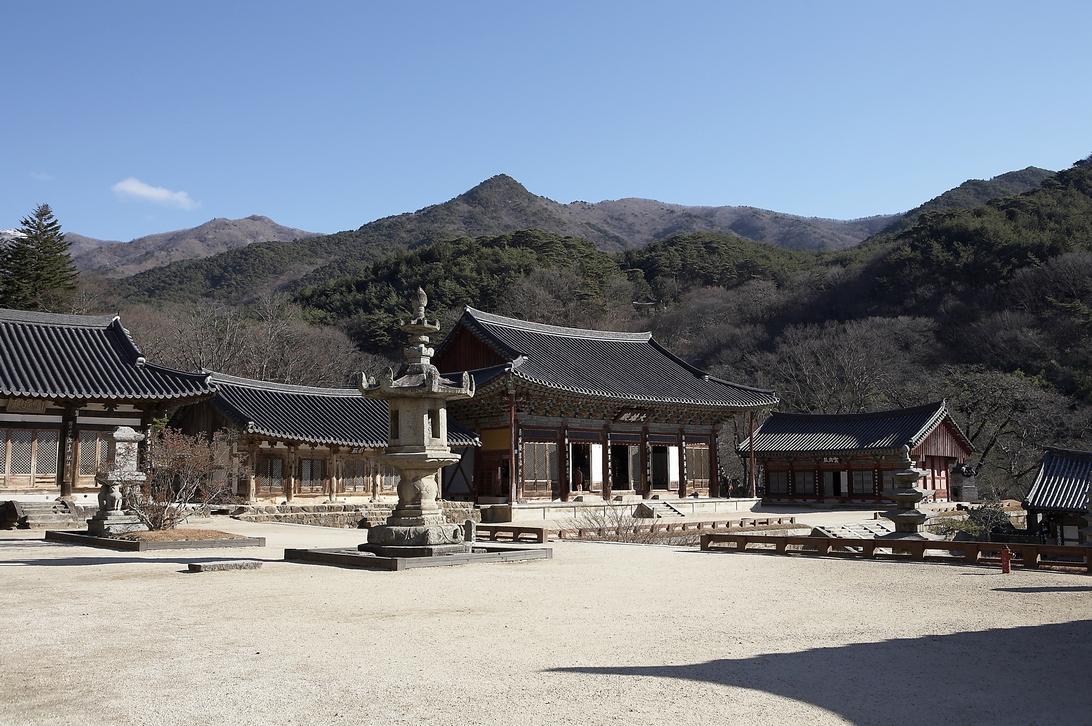
화엄사
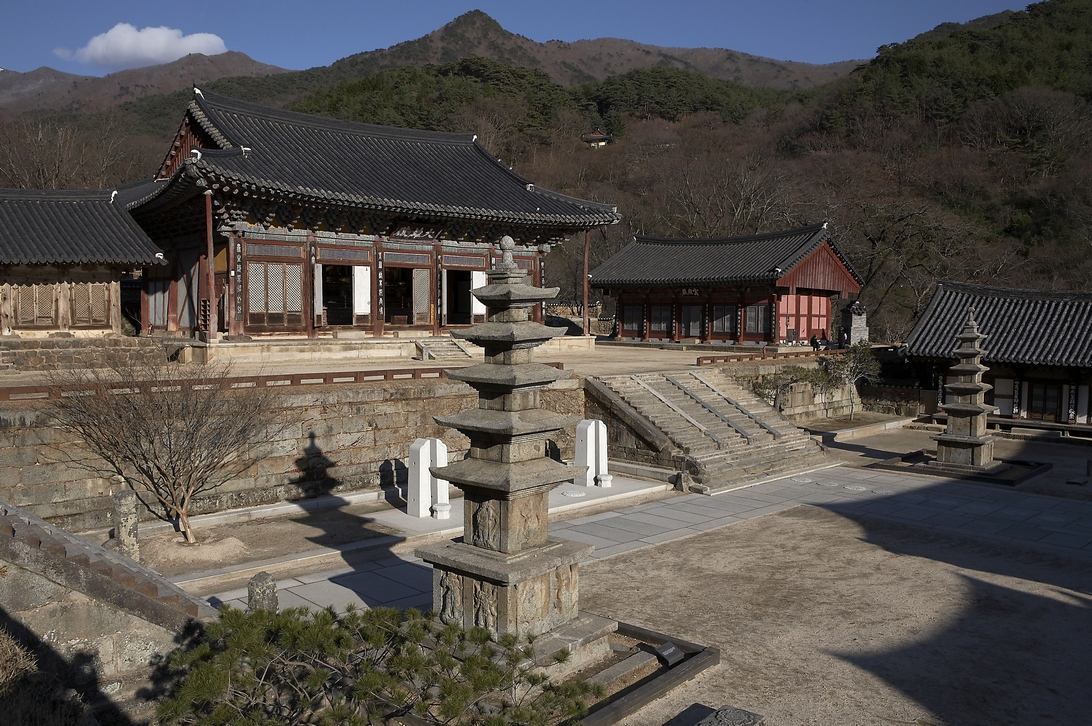
화엄사
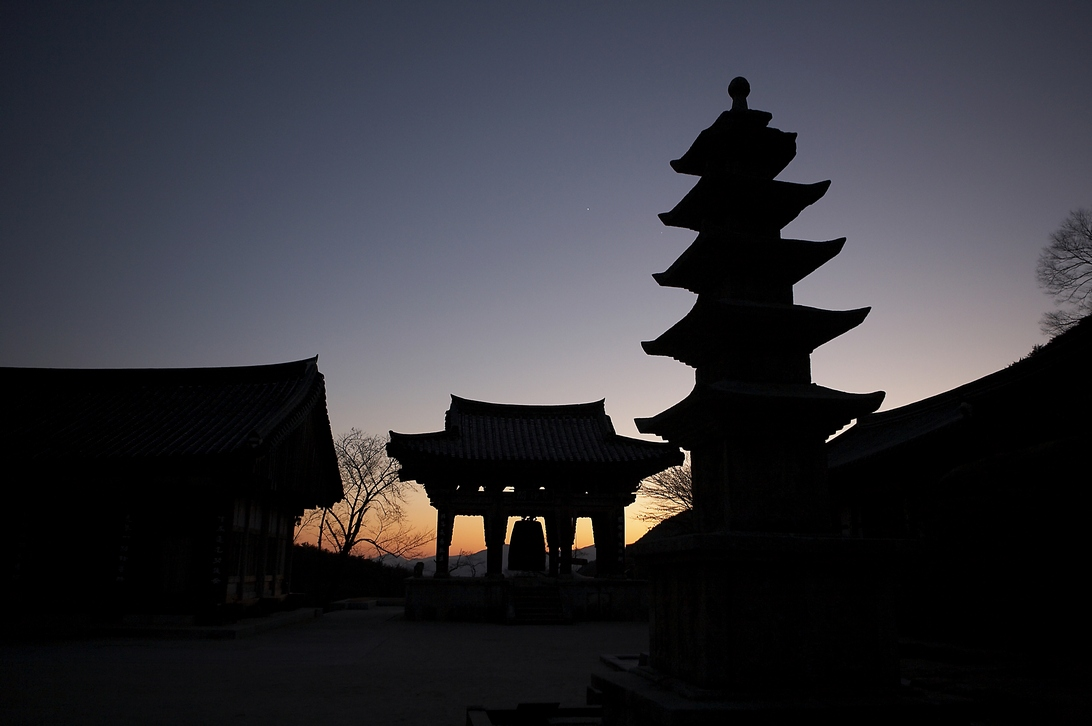
화엄사
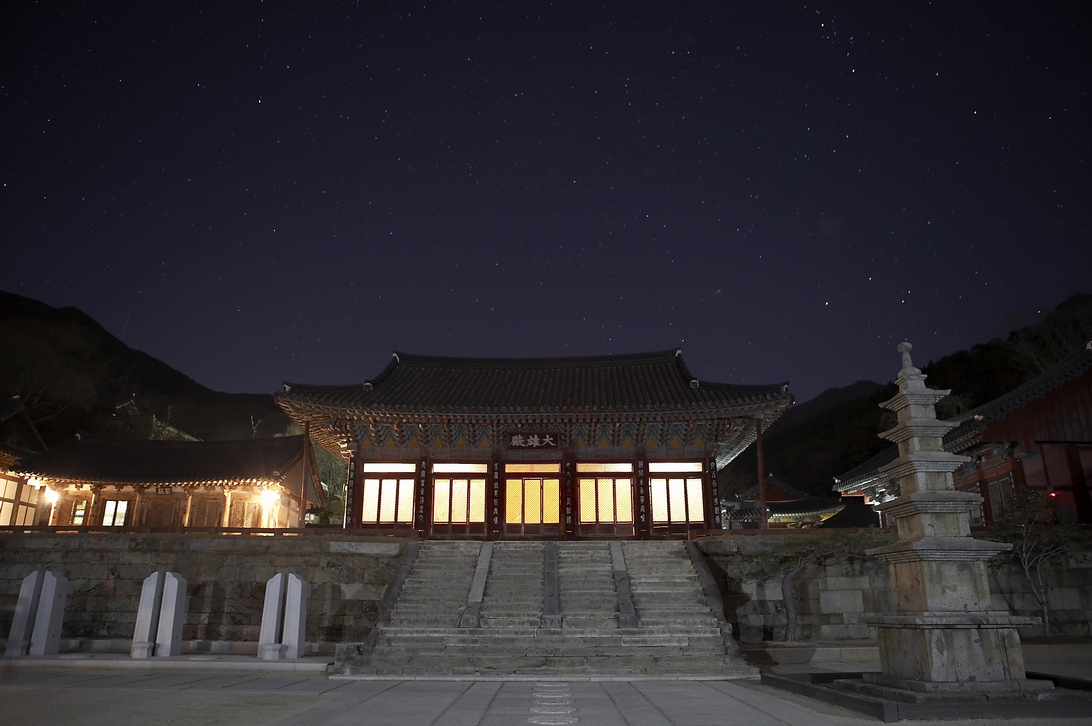
화엄사

## 체험 및 시설

### 템플스테이
화엄사에서는 내·외국인을 위한 다양한 템플스테이 프로그램을 운영하고 있다.
- 화엄사 템플스테이 프로그램

## 같이 보기
- 대한민국의 종교
- 쌍계사

## 참고 문헌
- 이 문서에는 다음커뮤니케이션(현 카카오)에서 GFDL 또는 CC-SA 라이선스로 배포한 글로벌 세계대백과사전의 내용을 기초로 작성된 글이 포함되어 있습니다.